# Zoria (rejon dnieprzański)
Zoria (ukr. Зоря) – osiedle na Ukrainie, w obwodzie dniepropetrowskim, w rejonie dnieprzańskim, w hromadzie Czumaky. W 2001 liczyło 1071 mieszkańców, spośród których 986 wskazało jako ojczysty język ukraiński, 75 rosyjski, 5 białoruski, 4 ormiański, a 1 niemiecki.